# Belton (Texas)
Belton város az USA Texas államában. Lakosainak száma 23 054 fő (2020. április 1.).

## Népesség
A település népességének változása:

| 2010 | 18 216 |
| 2020 | 23 054 |